# Netelia constricta
Netelia constricta là một loài tò vò trong họ Ichneumonidae.